# Madīḥ nabawī
Il Madīḥ nabawī (in arabo مديح نبوي‎?) è uno dei principali generi letterari religiosi islamici e consiste in un componimento encomiastico (madīḥ) in onore del Maometto e della sua famiglia (l'Ahl al-Bayt) e prende le mosse dal momento successivo alla morte del Profeta (632), anche se i poeti si riferiscono a lui come se fosse ancora in vita.
È un genere molto affermato nella letteratura poetica araba sufi e nella musica islamica.